# Dernice
Dernice är en ort och kommun i provinsen Alessandria i regionen Piemonte i Italien. Kommunen hade 181 invånare (2018).